# Сильвестр Мак-Кой
Силвестр Мак-Кой (англ. Sylvester McCoy, 20 серпня 1943, названий як Персі Джеймс Патрік Кент-Сміт  — шотландський актор. Він найбільш відомий завдяки своїй ролі Сьомого Доктора у науково-фантастичному телесеріалі Доктор Хто, яку він виконував від 1987 до 1989 року, а також у одному епізоді фільму 1996 року.

## Біографія
Сильвестр Мак-Кой народився у містечку Данун на півострові Коваль. Його мати була ірландкою, а батько — англійцем. Початкову освіту він здобув у Дубліні. В юності він прагнув стати священиком, але доля занесла його до страхової компанії, де його помітив Кен Кемпбел. Зараз Мак-Кой живе у своїй рідній Шотландії разом із дружиною і двома дітьми.

## Кар'єра

### Початок
Свій професійний шлях Мак-Кой почав у комедійному шоу «Дорожне шоу Кена Кемпбела». Його персонажа звали Сильвестр Мак-Кой, і коли глядачі почали вважати героя шоу реальною особою, Персі Джеймс Патрік Кент-Сміт узяв ім'я свого персонажа за псевдонім.

### Доктор Хто (1987—1989, 1996)
Роль Доктора Мак-Кой перейняв від Коліна Бейкера у 1987 і виконував її до 1989, коли припинилось виробництво серіалу. Знову він повернувся до цієї ролі у 1996, коли у повнометражному фільмі «Доктор Хто» він регенерував, ставши Восьмим Доктором, якого зіграв Пол МакГанн. У перших серіях в ролі Доктора Мак-Кой зображав його з пласким почуттям гумору, але сценарист Ендрю Картмел швидко виправив це, бо прихильники серіалу скаржились, що і сам Доктор, і сюжети серій стали більш легковажними. Сьомий Доктор розвинувся у набагато таємничішу постать, аніж будь-яка з попередніх його інкарнацій. Він маніпулював людьми, наче маріонетками, і завжди складалось враження, що його мотиви глибші, ніж здається на перший погляд. Мак-Кой в цілому був задоволений таким ходом, адже це дозволило йому розкрити себе як драматичного актора.
Відмінною рисою Сьомого Доктора було також і те, що Мак-Кой розмовляв зі своїм рідним шотландським акцентом. У 1990 році читачі «Журналу Доктора Хто» визнали Сильвестра Мак-Коя найкращим Доктором, надавши йому перевагу перед одвічним лідером — Томом Бейкером.

### Після «Доктора Хто»
У 1997 році Мак-Кой отримав роль у телефільмі п'ятого каналу «Після страху».
На початку дев'яностих Стівен Спілберг запропонував йому роль губернатора Свона у фільмі Пірати Карибського моря: Прокляття «Чорної перлини», але керівництво студії The Walt Disney Company тоді не дало грошей на зйомки фільму. Також він був одним із основних претендентів на роль Більбо Беггінса у фільмі Пітера Джексона Володар перснів. Втім, він таки зіграв у цій франшизі: у 2012 у фільмі Хоббіт: Несподівана подорож він виконав роль Радагаста

### Відеоігри
У 1997 році Сильвестр Мак-Кой повернувся до ролі Сьомого Доктора на записі звуку до нової відеогри «Доктор Хто: Доля Докторів».

## Фільмографія
- 1979: «Дракула»
- 1996: «Скарби лепреконів»
- 1987—1989: «Доктор Хто»
- 2002: «Голіокс»
- 2012: «Хоббіт: Несподівана подорож»
- 2013: «Хоббіт: Пустка Смога»
- 2014: «Хоббіт: Битва п'яти воїнств»
- 2017: «Восьме чуття»
- 2017: «Сламбер: Лабіринти сновидінь»